# Psilocerea viettei
Psilocerea viettei là một loài bướm đêm trong họ Geometridae.